# Nisse Lüneburg

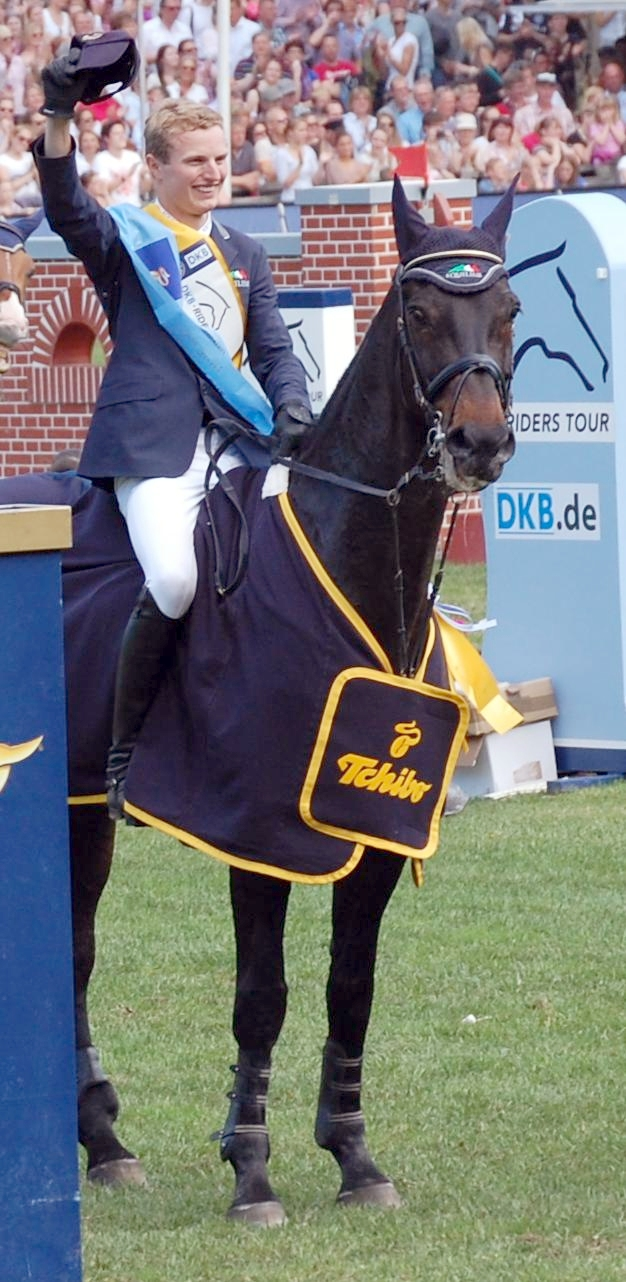
Sieger des 83. Deutschen Springderbys 2012: Nisse Lüneburg mit Calle Cool

Nisse Lüneburg (* 25. September 1988 in Hetlingen, Schleswig-Holstein) ist ein deutscher Springreiter.

## Leben

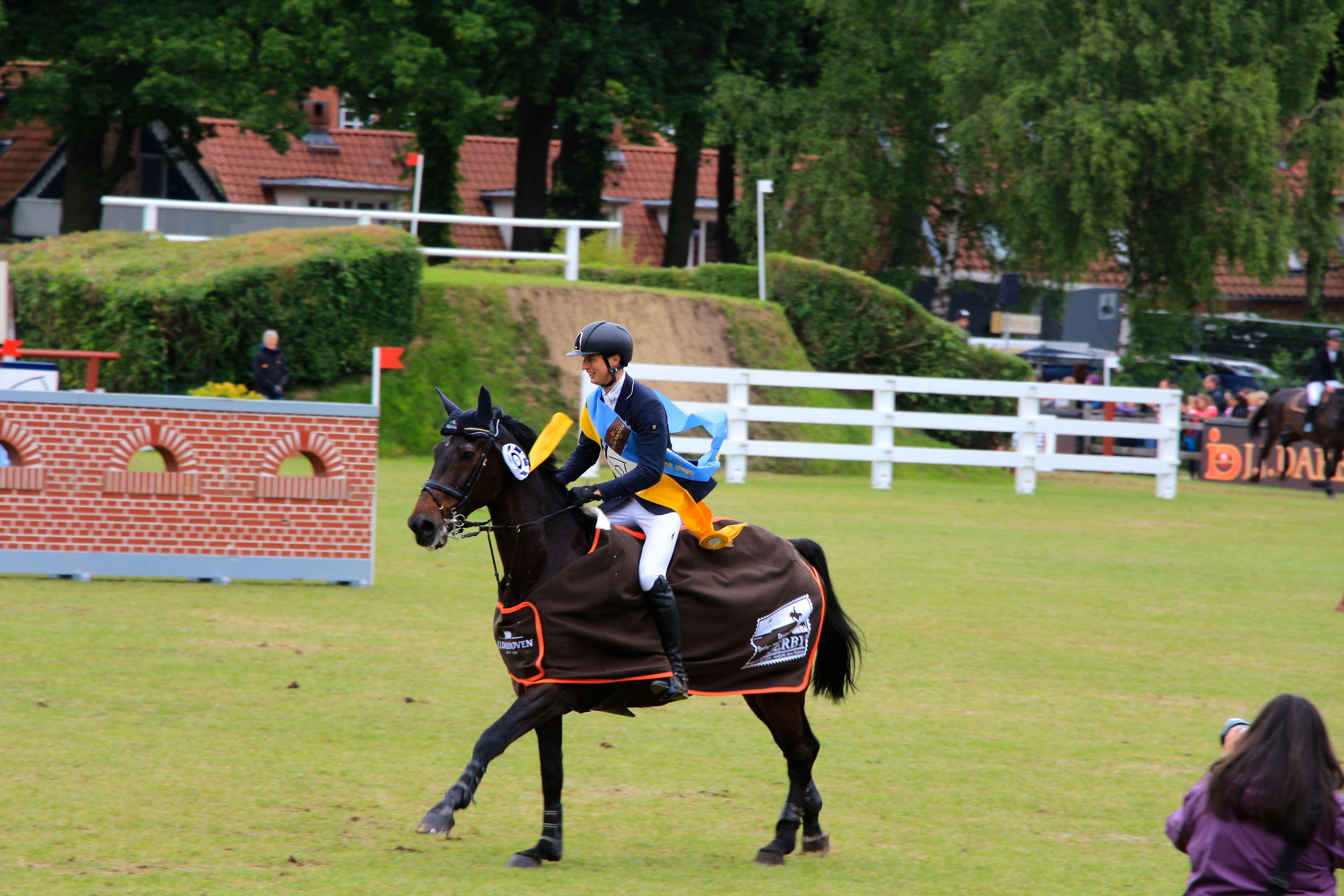
Deutsches Springderby 2014

Geboren als Sohn von Jan und Karin Lüneburg, besuchte er das Ludwig-Meyn-Gymnasium in Uetersen und begann wie sein sechs Jahre älterer Bruder Rasmus frühzeitig mit dem Reiten. 2006 gewann er mit Little Lord die Einlauf-Prüfung beim Deutschen Spring- und Dressurderby in Hamburg, mit diesem Sieg gelang ihm der Durchbruch. Nur eine Woche darauf gewann er den Großen Preis von Wedel. Bei der Deutschen Meisterschaft der Junioren gewann er Bronze und sicherte beim Salut-Festival in Aachen als letzter Reiter den Teamwettbewerb für Schleswig-Holstein. Seit seinem Abitur am Ludwig-Meyn-Gymnasium ist er Berufsreiter und wechselte auf den Magdalenenhof, wo er bis zum Jahresende 2021 als Bereiter tätig war.
Im Oktober 2010 siegte Lüneburg mit Calle Cool, welchen er kurz zuvor von Carsten-Otto Nagel übernommen hatte, bei der Landesmeisterschaft von Schleswig-Holstein und Hamburg. Im Januar 2011 gewann Nisse Lüneburg in Neustadt (Dosse) mit Calle Cool seinen ersten internationalen Großen Preis und verwies die Mannschafts-Europameisterin Janne Friederike Meyer auf Platz 2. Im Mai belegte er beim Deutschen Spring- und Dressurderby in Klein Flottbek Platz sieben. Im selben Jahr gewann er bei den Landesmeisterschaften in Bad Segeberg die Bronzemedaille und entschied zudem den Großen Preis von Schleswig-Holstein für sich.
Im Mai 2012 gewann er mit Calle Cool das 83. Deutsche Springderby in Hamburg. Im Mai 2013 bestritt er den Nationenpreis in Kopenhagen, wo er mit Westbridge als einziger Deutscher ohne Fehler blieb.
Anfang Juni 2014 gewann er erneut mit Calle Cool das 85. Deutsche Springderby in Hamburg, 2017 kam er in dieser Prüfung im Sattel von Cordillo am den dritten Rang. Im Großen Preis von Sachsen, einer in der Chemnitz Arena ausgetragenen Springprüfung der Klasse S*** mit Siegerrunde, erreichte er 2015 mit Cadensky den zweiten Rang und siegte ein Jahr später mit Westbridge. Anfang August 2017 gewann Lüneburg mit Westbridge den Großen Preis der Reiterstadt Verden, den Höhepunkt des dortigen CSI 2*. Herning erwies sich als gutes Pflaster für Nisse Lüneburg und Luca Toni: Im Oktober 2018 reichte es zu Platz drei im Großen Preis eines CSI 3*, im März 2019 kamen sie erneut bei einem CSI 3* auf dasselbe Ergebnis.
Beim 90. Deutschen Spring-Derby im Jahr 2019 ging Lüneburg in Hamburg erneut mit Cordillo an den Start, hier gelang ihm sein dritter Derbysieg. Vierzehn Tage später wurde er mit Luca Toni Sechster in der Herrenwertung der Deutschen Meisterschaften. Vor heimischem Publikum gewann er mit Alina den Großen Preis der Breitenburger Reitertage 2019, eine Springprüfung der Klasse S***. Neben Hamburg gewann Nisse Lüneburg auch die Riders Tour-Etappe in Paderborn, was ihm am Ende der Saison den Gesamtsieg und somit den internationalen Titel „Rider of the year“ einbrachte.
Seit Februar 2022 ist Nisse Lüneburg im Stall von Jan Tops in Valkenswaard tätig.

## Ehemalige Turnierpferde
- Little Lord 35 (* 1992), brauner Holsteiner Hengst, Vater: Lord, Muttervater: Landgraf I, Züchter: Jan Lüneburg, Besitzer: Jan & Karin Lüneburg
- Chienos (* 1996), brauner Holsteiner Wallach, Vater: Chamonix, Muttervater: Grandioso, zuvor von Carsten-Otto Nagel geritten
- Calle Cool (* 1997), dunkelbrauner Holsteiner Wallach, Vater: Concerto II, Muttervater: Landgraf, seit September 2010, zuvor von Carsten-Otto Nagel geritten, 2015 aus dem Sport verabschiedet
- Lordica 3 (* 1999), Holsteiner Schimmelstute, Vater: Little Lord, Muttervater: Carthago, Züchter: ZG Lüneburg, Besitzer: ZG Lüneburg
- Cazaro (* 2000), brauner Holsteiner Wallach, Vater: Chambertin, Muttervater: Athlet Z, bis Juni 2013 von Carsten-Otto Nagel geritten[5]
- Piana Joenna (* 2000), braune Holsteiner Stute, Vater: Quinar, Muttervater: Concerto II[6]
- Luca Toni (* 2003), hellbrauner Wallach, Oldenburger Springpferd, Vater: Lord Z, Muttervater: Landor S[7]
- Westbridge (* 2003), brauner KWPN-Wallach, Vater: Furore, Muttervater: Corland; zuletzt 2018 im internationalen Sport eingesetzt[8]
- Cordillo (* 2008), brauner Holsteiner Wallach, Vater: Corrido, Muttervater: Candillo[9]